# Чунмин
Чунми́н (кит. упр. 崇明, пиньинь Chóngmíng) — район городского подчинения города центрального подчинения Шанхай (КНР). Под юрисдикцией района находятся три острова в устье Янцзы: Чунминдао, Чансиндао и Хэншадао.

## История
В 618 году было отмечено образование в устье Янцзы двух наносных островов: Сишадао («Западный песчаный остров») и Дуншадао («Восточный песчаный остров»). Известно, что в 696 году на островах жили люди, а в 705 году на острове Сишадао был образован уезд, названный «Чунмин». В 1277 году он был поднят до статуса округа, но в 1369 году вновь опущен до статуса уезда. В XVII веке два острова слились в один, который стал называться Чунминдао.
1 декабря 1958 года уезд Чунмин был передан из провинции Цзянсу под юрисдикцию города Шанхай. В начале 2000-х сюда была переселена часть людей из зоны затопления строящейся ГЭС Три ущелья. В 2004—2009 годах были построены Шанхайские мост и тоннель через Янцзы, соединившие остров Чунминдао с материковой частью Шанхая. 
В 2016 году уезд Чунмин был преобразован в район городского подчинения.

## Административно-территориальное деление
Район Чунмин делится на 16 посёлков и 2 волости.

## Экономика
На острове Чунминдао расположен крупнейший в стране судостроительный комплекс компании CSSC.
В деревнях выращивают тибетский шафран, производят лечебную косметику и добавки, эфирное масло.

## Транспорт
Остров Чунминдао связан с шанхайским районом Пудун и городом Наньтун в провинции Цзянсу системой мостов и тоннелей.
На острове Хэншадао расположены причалы Шанхайского порта.

## Достопримечательности
- Государственный лесопарк Дунпин